# Stand by Me Doraemon
Doraemon: Luôn bên bạn (STAND BY ME ドラえもん) là một bộ phim điện ảnh hoạt hình máy tính 3D của Nhật Bản ra mắt năm 2014 do Yamazaki Takashi và Yagi Ryūichi đồng đạo diễn với phần kịch bản do Yamazaki Takashi phụ trách.  Dựa trên nhiều mẩu truyện ngắn khác nhau trong manga Doraemon gốc, tác phẩm được biên tập lại thành phim hoàn chỉnh phát hành nhân dịp kỉ niệm 80 năm ngày sinh cố tác giả Fujiko F. Fujio. Nội dung phim kể về Doraemon, một chú mèo máy không tai đến từ tương lai trở về những năm 70 để giúp một cậu bé "vô tích sự" Nobi Nobita thay đổi tương lai đen tối sang một viễn cảnh tương lai tươi sáng vốn sẽ thay đổi số phận của con cháu Nobita về sau và khi Doraemon hoàn tất nhiệm vụ chia tay Nobita cùng với đó là cuộc hội ngộ bất ngờ của họ do chính Nobita tạo ra.
Doraemon: Luôn bên bạn chính thức khởi chiếu từ ngày 8 tháng 8 năm 2014 tại rạp Toho, Nhật Bản. Ngày 24 tháng 10 năm 2014, Bang Zoom! Entertainment cũng cho ra mắt phiên bản lồng tiếng Anh của phim tại Liên hoan phim quốc tế Tokyo. Tại Việt Nam, phim ra rạp từ ngày 12 tháng 12 năm 2014. Doraemon: Luôn bên bạn nhận được nhiều ý kiến phản hồi từ khán giả cũng như đã thu về 8,38 tỉ Yên (khoảng 79 triệu đôla Mỹ) cho nhà sản xuất với kinh phí sản xuất ban đầu là 35 triệu đôla Mỹ. Bộ phim đứng đầu bảng xếp hạng phòng vé trong 5 tuần liên tiếp và trở thành phim Nhật có doanh thu cao thứ hai trong năm 2014 tại thị trường này chỉ sau Nữ hoàng băng giá của Disney. Tác phẩm đã xuất sắc giành giải Viện Hàn lâm Nhật Bản lần thứ 38 cho hạng mục Phim hoạt hình xuất sắc.
Bộ phim tiếp nối Doraemon: Luôn bên bạn 2 công chiếu vào ngày 20 tháng 11 năm 2020 tại Nhật Bản.

## Cốt truyện

Tạo hình nhân vật

Nobi Nobita là một cậu học sinh lớp bốn luôn bị điểm kém trong các môn học của mình bởi sự lười biếng, đồng thời luôn bị các bạn cùng lớp là Honekawa Suneo và Jaian (Goda Takeshi) bắt nạt. Sau khi theo dõi Nobita mỗi ngày, cháu chắt của cậu từ thế kỉ 22 là Sewashi dùng cỗ máy thời gian để đi đến dòng thời gian của Nobita và mang theo chú mèo máy của mình có tên là Doraemon. Sewashi tiết lộ rằng nếu Nobita không thay đổi hành vi của mình, cậu sẽ phải đối mặt với một tương lai khủng khiếp: cậu sẽ cưới em gái của Jaian là Jaiko, công ty tư nhân thì bị hỏa hoạn thiêu trụi và buộc phải bỏ nhà với một khoản nợ. Để cứu vãn tương lai, Sewashi đề nghị Doraemon giúp đỡ Nobita. Ban đầu Doraemon đã từ chối nhưng Sewashi cài chương trình trên mũi của chú mèo máy để ngăn Doraemon trở lại tương lai, trừ khi Nobita có một tương lai xán lạn hơn.
Bị miễn cưỡng không còn cách nào khác, Doraemon đã giới thiệu những bảo bối thần kỳ với Nobita nhằm giúp cậu nhóc, từ đó cuộc sống của Nobita cải thiện rất nhiều. Dù Doraemon cảnh báo Nobita không được phụ thuộc vào các bảo bối, Nobita yêu cầu Doraemon giúp mình tán người bạn thân Minamoto Shizuka sau khi chú mèo máy tiết lộ nếu tương lai theo đúng lộ trình thì cô bé sẽ trở thành vợ của Nobita. Tuy nhiên mọi nỗ lực của hai người cuối cùng lại khiến Shizuka càng thêm gần gũi với cậu bạn học giỏi nhất lớp Dekisugi Hidetoshi. Những cố gắng cạnh tranh về thành tích học tập với Dekisugi của Nobita trở nên bất thành và khiến cậu quyết định từ bỏ Shizuka để giúp cô hạnh phúc hơn. Tưởng nhầm Nobita định tự tử, Shizuka đến nhà của Nobita khiến cậu luống cuống uống hết lọ thuốc gây khó chịu mà Doraemon đưa cho, làm chú mèo máy và cả mẹ Nobita không chịu nổi phải rời khỏi nhà. Nhưng riêng Shizuka đã kháng cự lại tác dụng của lọ thuốc và ôm lấy Nobita, điều này sau đó Doraemon tiết lộ đó chính là bước đầu tiên trong mối quan hệ đang tiến triển của Nobita và Shizuka để sau này họ trở thành một cặp.
Sau khi Nobita nhỏ chứng kiến phiên bản trưởng thành của cậu từ chối lời mời đi leo núi của Shizuka trong tương lai qua chiếc vô tuyến thời gian, cậu đã cải trang thành Nobita trưởng thành bằng chiếc khăn trùm thời gian và du hành đến tương lai nhằm giúp đỡ Shizuka vì nghĩ rằng cô đang gặp nạn trong trận bão tuyết dữ dội. Những nỗ lực giúp Shizuka của Nobita khiến cậu bị thương nhiều hơn, nhưng lại khiến Shizuka cảm động và trả lời "đồng ý" cho một câu hỏi mà lúc đó Nobita nhỏ vẫn chưa rõ, trước khi cô bất tỉnh vì bị lây bệnh từ Nobita trưởng thành trước đó. Trong nỗi tuyệt vọng Nobita nhỏ ép mình trong tương lai phải ghi nhớ khoảnh khắc này, nhờ đó Nobita trưởng thành đã nhớ lại ký ức đó và đến núi tuyết cứu cả hai. Sau đó Nobita nhỏ mới phát hiện ra rằng hóa ra câu trả lời "đồng ý" của Shizuka là dành cho lời cầu hôn từ Nobita trưởng thành. Điều đó nghĩa là Shizuka chắc chắn sẽ kết hôn với Nobita. Sau khi nghe cuộc hội thoại đầy cảm động giữa Shizuka và cha mình khi ông chấp nhận để Shizuka làm dâu của Nobita, Nobita nhỏ và Doraemon đã trở lại dòng thời gian thực tại.
Khi tương lai của Nobita ngày càng thay đổi tích cực hơn, chương trình cài đặt của Doraemon lệnh cho chú mèo máy phải trở về tương lai trong 48 giờ. Nhận thấy Doraemon đang trong tình cảnh khó khăn trước khi rời đi vì còn lo lắng cho Nobita, Nobita đã dũng cảm đối đầu với Jaian và khiến cả hai có một cuộc chiến khốc liệt một mất một còn để chứng tỏ rằng cậu bé có thể tự vệ mà không cần đến Doraemon. Khi thấy rằng Nobita quyết chí không chịu bỏ cuộc, Jaian đã giả vờ nhận thua để Doraemon đến đưa cậu về nhà, rồi chú mèo máy rời đi trong yên bình ở ngày kế tiếp. Trong ngày cá tháng tư, Nobita bị Jaian và Suneo lừa rằng Doraemon đã trở về. Trong cơn giận dữ, cậu trở về nhà và phát hiện Doraemon để lại cho mình bảo bối có tên là "Dung dịch nói dối", với tác dụng biến mọi điều dối trá thành sự thật và ngược lại. Sau khi khiến Jaian và Suneo phải lãnh quả báo, Nobita trở về và than thở Doraemon sẽ không bao giờ quay trở lại. Rồi cậu ngạc nhiên sửng sốt khi thấy Doraemon đột nhiên trở lại và nói với Nobita rằng chú mèo máy được phép ở lại với cậu. Nguyên nhân là bởi khi Nobita nói Doraemon sẽ không bao giờ quay lại, tác dụng của "Dung dịch nói dối" khiến lời nói đó trở thành sự thật. Cả hai liền chạy đến ôm chầm lấy nhau và rơi nước mắt trong niềm hạnh phúc vô bờ bến.

## Diễn viên lồng tiếng
| Nhân vật       | Diễn viên lồng tiếng    | Diễn viên lồng tiếng |
| Nhân vật       | Tiếng Nhật              | Tiếng Việt           |
| -------------- | ----------------------- | -------------------- |
| Doraemon       | Mizuta Wasabi           | Thùy Tiên            |
| Nobita         | Ōhara Megumi (nhỏ)      | Anh Tuấn             |
| Nobita         | Tsumabuki Satoshi (lớn) | Hoàng Khuyết         |
| Shizuka        | Kakazu Yumi             | Ngọc Châu            |
| Suneo          | Seki Tomokazu           | Minh Vũ              |
| Jaian          | Kimura Subaru           | Tiến Đạt             |
| Sewashi        | Matsumoto Sachi         | Kim Anh              |
| Jaiko          | Yamazaki Vanilla        | Thanh Hồng           |
| Dekisugi       | Hagino Shihoko          | Kiêm Tiến            |
| Thầy giáo      | Takagi Wataru           | Trần Vũ              |
| Mẹ của Nobita  | Mitsuishi Kotono        | Ngọc Quyên           |
| Ba của Nobita  | Matsumoto Yasunori      | Bá Nghị              |
| Mẹ của Jaian   | Takeuchi Miyako         | Huyền Chi            |
| Ba của Shizuka | Tahara Aruno            | Trí Luân             |

## Sản xuất

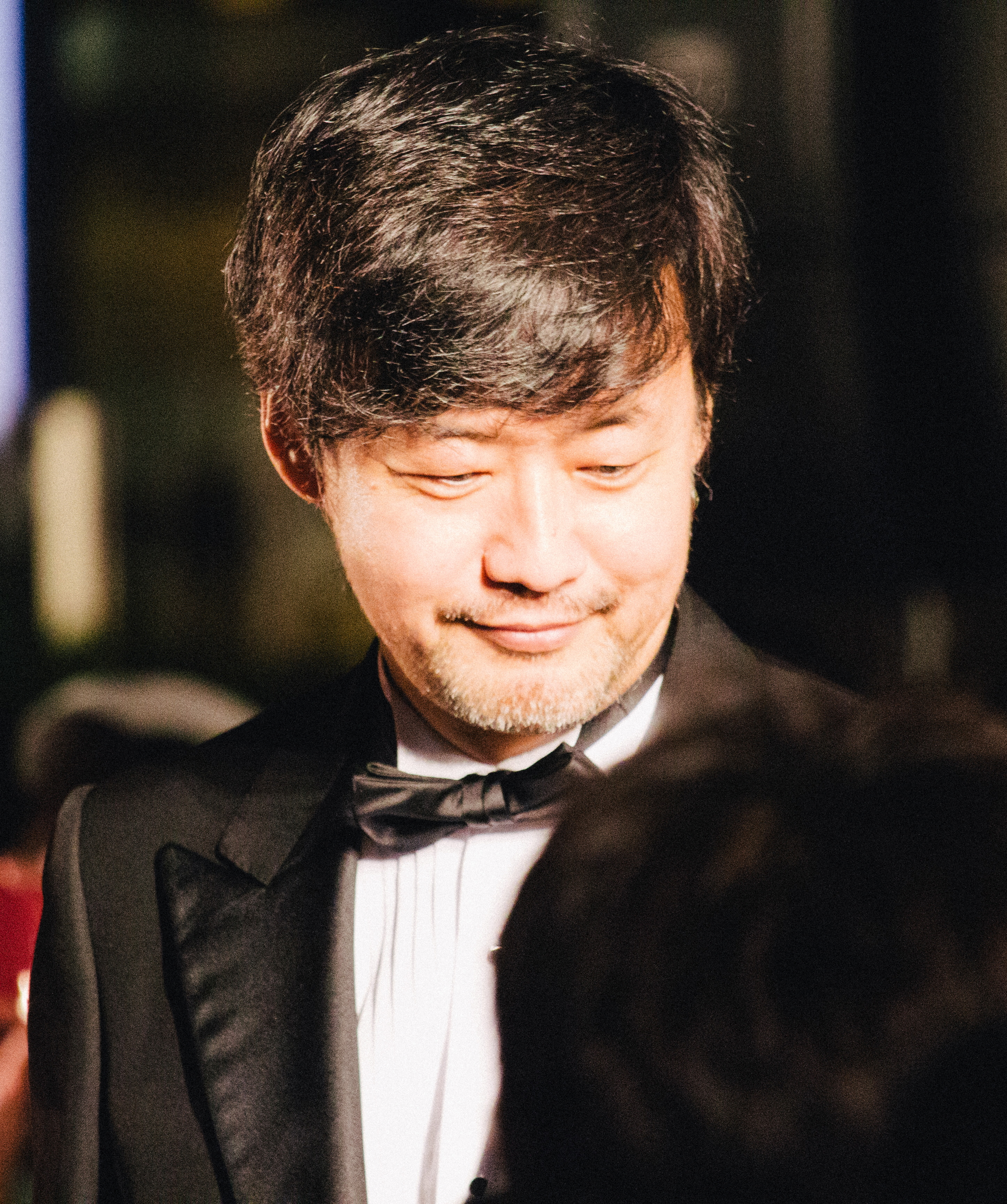
Yamazaki Takashi, đồng đạo diễn của Stand by Me Doraemon.

Vào năm 2011, các nhà sản xuất khẳng định "Khác với những tập phim điện ảnh trước đây, tập phim này vừa cũ vừa mới". Được chọn là biên kịch Yamazaki Takashi yêu cầu "Nội dung phim phải hướng đến những thứ tình cảm đầu đời". Sau đó phim mất một năm rưỡi để thiết kế nhân vật và ba năm để theo sát các hoạt động cũng như biểu lộ cảm xúc của họ. Hoạt hoạ CGI được tiến hành sau khi các đoạn hội thoại được thu âm (Puresuko). Phần cảnh quan của khu phố nơi Nobita sống được thực hiện với các mô hình thu nhỏ. Các công nghệ 3D tối tân như chiếu sáng tổng thể hay tán xạ bề mặt phụ được sử dụng để tái hiện các kết cấu chân thực nhất. Các đoạn hội thoại trong phim đa số theo sát bản gốc hết mức có thể nhằm giữ được cái hay của bộ truyện gốc. Vì là bộ phim 3D đầu tiên về Doraemon, Yamazaki và đạo diễn Yagi đã tuyển chọn những câu chuyện ngắn hay nhất như Người bạn đến từ tương lai, Quả trứng động vật theo mẹ, Vĩnh biệt Shizuka, Sự lãng mạn trên đỉnh núi tuyết, Đêm trước ngày cưới Nobita, Tạm biệt Doraemon và Doraemon trở lại để kết thành kịch bản phim thay vì những câu chuyện dài về những cuộc phiêu lưu của nhóm bạn Nobita. Thời gian của "hiện tại" trong phim được giữ ở giai đoạn giữa những năm 70, khi họ xem truyện lúc còn bé.

## Nhạc phim
Tất cả nhạc phẩm được soạn bởi Sato Naoki.
| Stand by Me Doraemon Original Soundtrack | Stand by Me Doraemon Original Soundtrack                                    | Stand by Me Doraemon Original Soundtrack |
| STT                                      | Nhan đề                                                                     | Thời lượng                               |
| ---------------------------------------- | --------------------------------------------------------------------------- | ---------------------------------------- |
| 1.                                       | "Nobita no Ichinichi" (のび太の一日)                                        | 2:13                                     |
| 2.                                       | "STAND BY ME Doraemon Opening Title" (STAND BY ME ドラえもん Opening Title) | 1:09                                     |
| 3.                                       | "Boku, Doraemon" (ぼく、ドラえもん)                                         | 0:54                                     |
| 4.                                       | "Takecopter" (タケコプター)                                                 | 2:48                                     |
| 5.                                       | "Yojigen Pocket" (四次元ポケット)                                           | 3:25                                     |
| 6.                                       | "Surikomi Tamago" (刷りこみたまご)                                          | 1:14                                     |
| 7.                                       | "Suneo Love" (スネ夫Love)                                                   | 0:48                                     |
| 8.                                       | "Sakusen Shippai" (作戦失敗)                                                | 1:13                                     |
| 9.                                       | "Shitsuren?" (失恋?)                                                        | 2:02                                     |
| 10.                                      | "Benkyō" (勉強)                                                             | 1:01                                     |
| 11.                                      | "Test no Kekka" (テストの結果)                                              | 2:00                                     |
| 12.                                      | "Sayōnara, Shizuka-chan" (さようなら、しずかちゃん)                         | 3:53                                     |
| 13.                                      | "Mushisukan" (ムシスカン)                                                   | 2:02                                     |
| 14.                                      | "Boku no Mirai" (ぼくの未来)                                                | 2:59                                     |
| 15.                                      | "Nobita Seinen" (のび太青年)                                                | 2:11                                     |
| 16.                                      | "Todoke, Kono Kioku!" (届け、この記憶!)                                     | 1:55                                     |
| 17.                                      | "Tomodachi" (ともだち)                                                      | 2:55                                     |
| 18.                                      | "Mirai Hikō" (未来飛行)                                                     | 1:37                                     |
| 19.                                      | "Kekkon Zen'ya" (結婚前夜)                                                  | 2:59                                     |
| 20.                                      | "Doraemon no Namida" (ドラえもんの涙)                                       | 1:31                                     |
| 21.                                      | "Yakusoku" (約束)                                                           | 4:10                                     |
| 22.                                      | "Saikai ~Uso 800 no Kiseki~" (再会 ～ウソ800の奇跡～)                       | 1:57                                     |
| Tổng thời lượng:                         | Tổng thời lượng:                                                            | 46:56                                    |

Ca khúc chủ đề chính của phim là "Himawari no Yakusoku" (ひまわりの約束, tạm dịch "Lời hứa hoa hướng dương") do Hata Motohiro viết lời và trình bày. Đảm nhiệm viết nhạc soundtrack trong phim là Sato Naoki. Ca sĩ Motohiro chia sẻ, "Từ nhỏ tôi đã từng xem Doraemon và khi nghĩ đến cái ngày tôi trở thành một phần của Doraemon tôi rất biết ơn. Cảm xúc mà tôi sẽ truyền tải vào ca khúc này là một loại tình cảm đặc biệt – tình bạn". Các đoạn nhạc của Sato sau đó được tập hợp lại đóng thành album mang tên Stand by Me Doraemon Original Soundtrack và được hãng đĩa Nippon Columbia phát hành vào ngày 17 tháng 9 năm 2014.

## Phát hành
Sau khi công chiếu tại Nhật Bản, phim được giới thiệu tại một số quốc gia khác trên thế giới. Phim được công chiếu tại Ý vào ngày 6 tháng 11 năm 2014 và Việt Nam vào ngày 12 tháng 12 năm 2014, Indonesia và Singapore (18 tháng 12 năm 2014), Tây Ban Nha và Đài Loan (19 tháng 12 năm 2014), Campuchia (25 tháng 12 năm 2014), Thái Lan (1 tháng 12 năm 2014), Brunei (22 tháng 1 năm 2015), Malaysia (29 tháng 1 năm 2015), Hàn Quốc (12 tháng 2 năm 2015), Hồng Kông (19 tháng 2 năm 2015), Trung Quốc (28 tháng 5 năm 2015), Philippines (17 tháng 6 năm 2015), Ả Rập (17 tháng 12 năm 2015) và tại Kuwait vào ngày 11 tháng 2 năm 2016. Phim được trình chiếu tại Liên hoan phim Tokyo vào ngày 28 tháng 10 năm 2014 và Liên hoan phim hoạt hình Brussels tại Bỉ vào ngày 6 tháng 2 năm 2016. Một cuộc khảo sát trực tuyến tại Nhật cho kết quả có 88.4% khán giả đã khóc khi xem phim, trong đó bao gồm 20,4% khán giả là trẻ em, 21.5% trong độ tuổi 20-29, 20,4% trong độ tuổi 30-39, 20,4% trong độ tuổi 40-49; 47% khán giả là nam, 53% là nữ.

## Tiếp thị
Để đáp ứng nhu cầu độc giả cũng như khán giả xem phim một vài tác phẩm liên quan cũng đã được ra mắt như: New translation "Doraemon" (新訳『ドラえもんん』) được phát hành ở Nhật Bản vào ngày 25 tháng 7 năm 2014, Visual Story được phát hành ngày 7 tháng 8 năm 2014,, đĩa Blu-ray & DVD phát hành vào ngày 18 tháng 2 năm 2015... Các ấn phẩm sau đó được phân phối lại tại một số quốc gia trên thế giới. Tại Việt Nam, Nhà xuất bản Kim Đồng đã phát hành một số sản phẩm sử dụng những hình ảnh từ chính bộ phim như ấn phẩm sách Visual Story đi kèm với 3 hộp "Thẻ học cùng Doraemon" (Chữ cái tiếng Việt, Nâng cao EQ, Phát triển IQ) dành riêng cho bé 2-6 tuổi vào ngày 6 tháng 2 năm 2015.

## Đón nhận

### Doanh thu phòng vé
Ở Nhật Bản phim được công chiếu ở 319 cụm rạp, trong hai ngày đầu (ngày 8 và 9 tháng 8 năm 2014) phim thu về 767 triệu Yên đứng vị trí số 1 bảng xếp hạng phòng vé đến ngày thứ 3 doanh thu nâng lên 988 triệu yên (tương đương 9,67 triệu đô la Mỹ). Sau 40 ngày công chiếu phim đạt doanh thu 7 tỉ Yên cho đến ngày thứ 76 thì cán mốc 8 tỉ Yên. Phim năm tuần liên tiếp đứng vị trí số một tại phòng vé Nhật Bản. Vào tháng 12 năm 2014, phim đạt doanh thu 8,38 tỉ yên xếp thứ 2 bảng "doanh thu vàng" tại Nhật Bản,chỉ sau Eien no Zero và nằm trong top 5 phim Nhật năm 2014 trên bảng xếp hạng tại Nhật Bản. Doanh thu tổng cộng của phim đạt 86,1 triệu đôla Mỹ trên toàn thế giới và là một trong số phim có doanh thu cao nhất Nhật Bản năm 2014 với doanh thu trong nước khoảng 70 triệu đôla Mỹ.
Tại Hồng Kông, tính đến ngày 18 tháng 2 năm 2015, phim thu về 8,43 triệu nhân dân tệ, trong đó thì vào ngày 14 tháng 2 thu về 3,03 triệu nhân dân tệ, đứng đầu phòng vé ngay ngày đầu tiên. Ngày 19 tháng 2 thu về thêm 11,76 triệu nhân dân tệ. Khoảng một tuần sau khi phát hành, phim thu về 31,37 triệu nhân dân tệ, phá vỡ kỷ lục phim Ringu của năm 1999, và phim nằm ở vị trí thứ 3 trong top phim hoạt hình có doanh thu cao nhất tại Hồng Kông chỉ sau Câu chuyện đồ chơi 3 và Lò đào tạo quái vật của Pixar. Trong bốn ngày đầu của tuần đầu tại Trung Quốc đại lục phim đạt 237 triệu Nhân dân tệ (phá vỡ kỷ lục Bí kíp luyện rồng 2), còn trong ngày đầu thu về 84 triệu, bước sang ngày thứ hai thu về 88 triệu phá vỡ kỷ lục phim Kung Fu Panda 2 phát hành ngày 28 tháng 5 năm 2011 trên bảng xếp hạng phòng vé. Đến ngày thứ 5 phim kiếm được 53 triệu đô la Mỹ để trở thành bộ phim hoạt hình không đến từ Hollywood có doanh thu cao nhất tại Trung Quốc (phá vỡ doanh thu của Boonie Bears: Mystical Winter), và có doanh thu cao thứ ba chỉ sau Kung Fu Panda 2 (92,2 triệu đô) và Biệt đội Big Hero 6 (86,7 triệu đô). Hiện tổng doanh thu của phim tại thị trường tỉ dân là 86,9 triệu đô la Mỹ.
Phim có doanh thu tại Ý là 3,2 triệu đôla Mỹ, tại Indonesia là 3 triệu đôla Mỹ, tại Hàn Quốc là 3,2 triệu đôla Mỹ và tại Thái Lan là 1,2 triệu đôla Mỹ. Theo một cuộc khảo sát của PIA trong ngày đầu công chiếu phim ở phạm vi công cộng với nhiều nhóm tuổi khác nhau về mức độ hài lòng của khán giả về bộ phim thì kết quả là phim đứng vị trí số 1 với 92,6 điểm. Còn theo một cuộc khảo sát khác của NEWS Post Seven về cảnh trong phim mà mọi người ấn tượng nhất thì Nobita một mình chiến đấu với Jaian, Shizuka và ba của cô ấy vào đêm trước hôn lễ là câu đa số được mọi người trả lời nhiều nhất.

### Giải thưởng
| Giải thưởng | Giải thưởng                            | Giải thưởng                                     | Giải thưởng                                  | Giải thưởng   | Giải thưởng   |
| Năm         | Tên giải                               | Hạng mục                                        | Đề cử                                        | Kết quả       | Chú thích     |
| ----------- | -------------------------------------- | ----------------------------------------------- | -------------------------------------------- | ------------- | ------------- |
| 2014        | Giải Lumiere Grand Prix Nhật Bản       | Giải Grand Prix                                 | Stand by Me Doraemon                         | Đoạt giải     | [ 50 ]        |
| 2014        | Giải Nikkan Sports lần thứ 27          | Đạo diễn xuất sắc nhất                          | Takashi Yamazaki                             | Đoạt giải     | [ 51 ]        |
| 2015        | Giải Phim 3D                           | Giải của ban giám khảo cho Hoạt hình nước ngoài | Stand by Me Doraemon                         | Đoạt giải     | [ 52 ]        |
| 2015        | Giải Viện Hàn lâm Nhật Bản lần thứ 38  | Hoạt hình của năm                               | Stand by Me Doraemon                         | Đoạt giải     | [ 53 ]        |
| 2015        | Liên hoan phim Tokyo Anime             | Hoạt hình của năm (Hạng mục phim)               | Stand by Me Doraemon                         | Notable Entry | [ 54 ] [ 55 ] |
| 2015        | Liên hoan phim kỳ ảo quốc tế Yubari    | VFX JAPAN AWARD                                 | Ryūichi Yagi                                 | Đoạt giải     | [ 56 ]        |
| 2015        | Giải AMD lần thứ 20                    | Giải truyền thông Kỹ thuật số                   | Stand by Me Doraemon                         | Đoạt giải     | [ 57 ]        |
| 2015        | Giải Phê bình phim Nhật Bản lần thứ 24 | Giải thành tựu trọn đời                         | Michihiko Umezawa và Shuji Abe               | Đoạt giải     | [ 58 ]        |
| 2015        | Giải Fujimoto lần thứ 34               |                                                 | Ito Yoshiaki, Michihiko Umezawa và Shuji Abe | Đoạt giải     | [ 59 ]        |

## Ảnh hưởng
Trong chương trình talk show của Nhật mang tên Room of Tetsuko, Doraemon hình ảnh 3D đã được mời đến để phỏng vấn trực tiếp; chương trình đã lên sóng truyền hình vào ngày 8 tháng 8 năm 2014. Khi được phát hành tại Trung Quốc đại lục, bộ phim cũng góp phần giảm bớt quan hệ căng thẳng giữa hai nước Trung Quốc và Nhật Bản. Giáo sư của Đại học Nagoya, ông Noriyuki Kawamura nhận xét rằng phim có thể sẽ giúp người dân đại lục có cái nhìn tích cực về đất nước Nhật Bản.

## Phần tiếp nối
Vào ngày 12 tháng 12 năm 2019, phần tiếp nối, Stand By Me Doraemon 2, được công bố. Yagi Ryūichi và Yamazaki Takashi quay trở lại với vai trò đạo diễn, và Takashi tiếp tục phụ trách kịch bản. Phần lớn dựa trên phim ngắn Doraemon năm 2000 Kỉ niệm về bà, nó ban đầu được dự định sẽ công chiếu vào ngày 7 tháng 8 năm 2020, nhưng do đại dịch COVID-19 nên bị hoãn đến ngày 20 tháng 11 năm 2020.